# Majetín
Majetín (Duits: Majetein) is een Moravische gemeente in de Tsjechische regio Olomouc, en maakt deel uit van het district Olomouc. Majetín telt 1181 inwoners (2023). De gemeente neemt deel aan het samenwerkingsverband Mikroregion Olomoucko.

## Geschiedenis
- 1277 – De eerste schriftelijke vermelding van de gemeente.[1]

## Aanliggende gemeenten
| Aangrenzende gemeenten | Aangrenzende gemeenten | Aangrenzende gemeenten | Aangrenzende gemeenten | Aangrenzende gemeenten |
| ---------------------- | ---------------------- | ---------------------- | ---------------------- | ---------------------- |
| Grygov                 |                        | Krčmaň                 |                        | Čelechovice            |
|                        |                        |                        |                        |                        |
| Dub nad Moravou        | Kokory                 |                        |                        |                        |
|                        |                        |                        |                        |                        |
| Citov                  |                        | Brodek u Přerova       |                        |                        |